# Iglo
 Der er for få eller ingen kildehenvisninger i denne artikel, hvilket er et problem. Du kan hjælpe ved at angive troværdige kilder til de påstande, som fremføres i artiklen.

Snehytte, iglo eller igloo [iglu] er i almindelig tale en kuppelformet hytte bygget af sne. Ordet iglo er et inuitisk/fælleseskimoisk ord, sandsynligvis fra ordet igdlo (grønlandsk: illu) som betyder hus. De fleste forbinder i dag ordet med et hus lavet af sne, i Grønland er en illu dog betegnelsen for et hus uden skelen til hvilket materiale, det er lavet af.
Konstruktionen er et erfaringsbaseret koncept, som kan udføres på ret kort tid, hvis den rette sne er til stede. Snehulen opføres som en kuppel ved at anlægge en indadgående selvbærende spiral af udskårne sneklodser, evt. med en forsænket indgangstunnel og snebyggede forhøjninger indvendigt som sidde- og sovepladser. Væggene beklædes undertiden indvendigt med skind og overhældes udvendigt med vand, som fryser i et tyndt overtræk, der gør overfladen mere bestandig. Den indvendige temperatur kan under visse omstændigheder stige til næsten 20°, og sneboligen er under alle omstændigheder et godt skjul i ekstreme situationer. Normalt anvendes/anvendtes igloen som midlertidig bolig under fangstture, eller i et større og mere bestandigt format som egentlig vinterbolig af inuit i både Amerika og Grønland.

## Typer
Der var 3 typer igloer af forskellig størrelse og til forskellige formål. Den mindste type blev brugt som midlertidigt opholdssted på jagtture uden det nærmeste distrikt. De var kun i brug i et par dage.
Den næste størrelse kunne rumme en eller to familier i længere tid. De lå ofte sammen i en slags landsbyer. De største var midlertidige bygninger beregnet til særlige lejligheder, fester, trommedans eller møder af anden art. De bestod måske af flere huler, som indbyrdes var forbundet.

## Materialet
Den sne, som skal bruges til konstruktionen af en iglo, skal være tilstrækkelig strukturel styrke til at kunne skæres ud i blokke og bagefter at kunne holde sig selv i spiralkonstruktionen. Den bedste sne er den, der er blevet blæst sammen af blæsten, og er kompakt og holdbar fordi snekrystallerne griber ind i hinanden. Samtidig er der luft nok i sneen til at sikre isoleringsevnen. Det hul, man efterlod ved udskæring af blokkene, kunne derefter bruges som fundament for igloen. En forsænket indgang kunne sikre mod indtrængning af kold og udslip af varm luft. Undertiden indsatte man et stykke tynd is som en slags vindue i igloens side.
Det arkitektoniske princip bag igloen er velgennemtænkt. Den bygges af mindre blokke i en indadgående selvbærende spiral, som efter afslutning er modstandsdygtig over for påvirkninger udefra. En person kan f.eks. stå på toppen uden at falde igennem. Samtidig smelter den indvendige varme væggenes inderside, som dog fryser til et tyndt islag, der yderligere forstærker bygningen.
Sneskjul kan også graves ud i eksisterende snedriver, men de er ikke så solide eller sikre som originale igloer.